# Tienda ancla

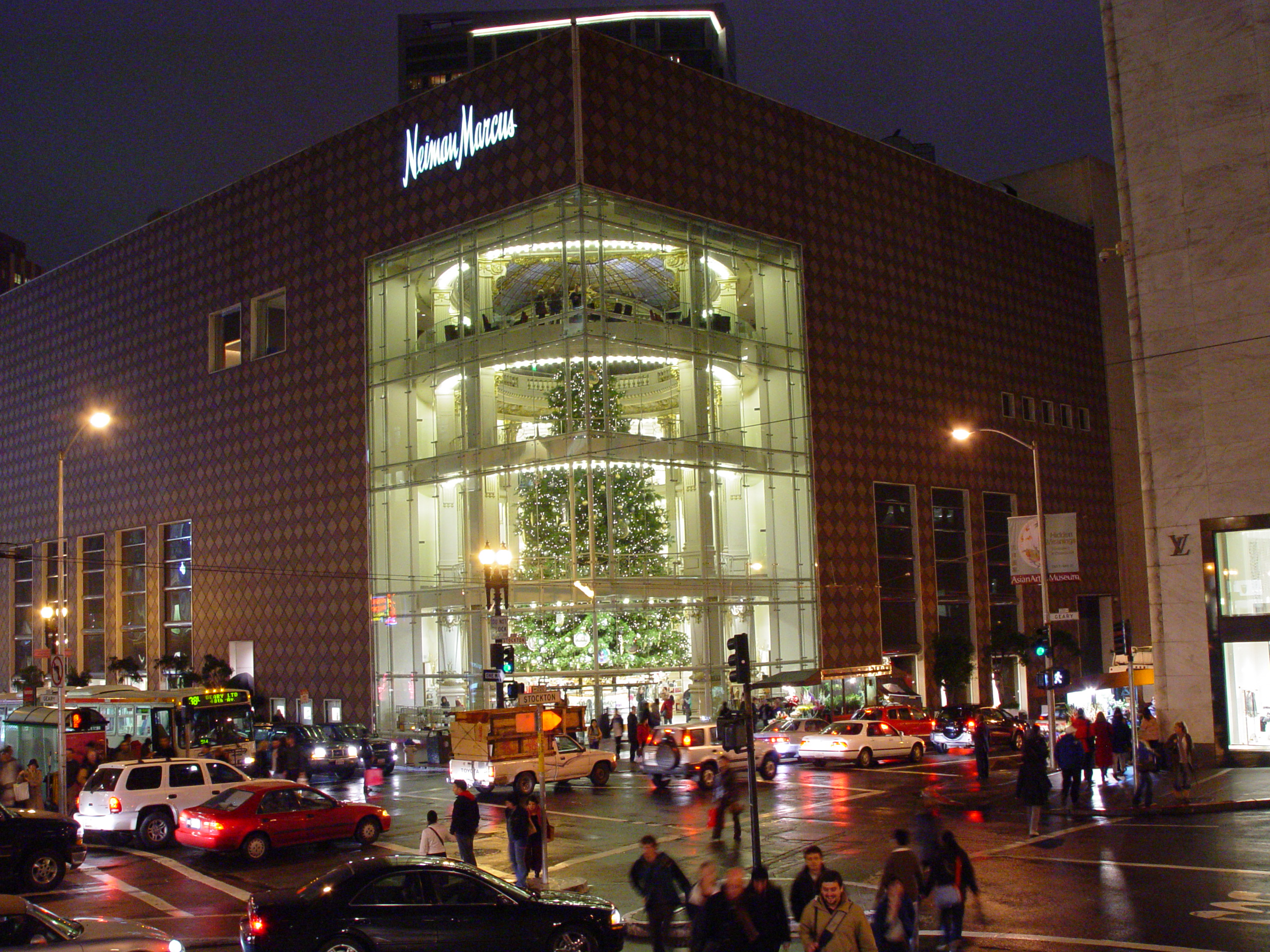
Un ejemplo de «tienda ancla» es la tienda por departamentos Neiman Marcus localizada en un centro comercial de San Francisco, California.

En el ámbito del minoreo, un almacén ancla, tienda ancla o tienda gancho, —a veces, también llamada locomotora— es un establecimiento capaz de atraer los clientes hacia un centro comercial; suele ser una de las tiendas más grandes dentro del centro comercial. Puede ser una tienda por departamentos, un hipermercado o una gran superficie, con menos frecuencia un supermercado.
Cuando el formato de centro comercial fue desarrollado por Victor Gruen a mediados de la década de 1950, se necesitaba que grandes almacenes firmaran con la empresa financiadora para poder mantener estos costosos centros de compras, y atraer a comerciantes y compradores. Esta colaboración no solo ayudaría a las grandes tiendas departamentales, sino que también ayudaría al flujo de compradores en las tiendas pequeñas.
Una tienda ancla puede ofrecer gran variedad de artículos o grandes descuentos; en algún caso puede recibir ayuda financiera del centro comercial para seguir operando. Normalmente, en los centros comerciales las tiendas anclas están construidas en un extremo de la edificación, separadas o alejadas de otras tiendas departamentales.
Esta localización maximiza el flujo de compradores dentro del centro comercial, pues los viandantes deben recorrer el máximo del espacio y esto favorece que les llame la atención el resto de las tiendas. 
El Consejo Internacional de Centros Comerciales define las tiendas anclas como una de las características de los centros comerciales, tanto de un centro regional (entre 25.000 y 50.000 m² de superficie bruta alquilable), como de un centro superregional (más de 50.000 m²). El centro regional tiene típicamente dos tiendas anclas, mientras que un centro comercial superregional puede tener tres o más. En cualquier caso, disponen entre el 50 al 70% del área comercial total de un centro comercial.

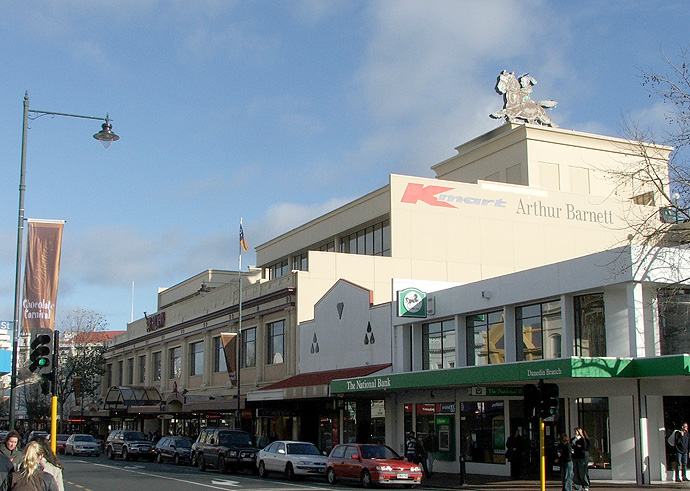
Un centro comercial en Nueva Zelanda, con el logo de las dos tiendas anclas, Kmart y Arthur Barnett mostrado en la parte superior de la fachada lateral.

Los centros comerciales con tiendas anclas han tenido más éxito que aquellos sin ellas, ya que usualmente esas tiendas atraen más la atención de las personas que las otras tiendas más pequeñas de los centros comerciales.
En los primitivos centros comerciales, los supermercados eran el tipo más común de tienda ancla, debido a la frecuencia con que se visitan. Sin embargo, investigaciones sobre el comportamiento de los consumidores revelaron que la mayoría de las viajes al supermercado no se convertían en visitas a las tiendas contiguas. A partir de 2005, el declive en popularidad de los grandes almacenes convencionales obligó a los gestores de los centros comerciales a re-anclar con otro tipo de comercio o relacionar el desarrollo comercial con el desarrollo residencial para asegurar una clientela propia. Los desafíos a que se enfrentaron las grandes cadenas de tiendas departamentales han conseguido que los supermercados vuelvan a considerarse como tiendas ancla en centros comerciales dentro de las ciudades.